# Kraljevina Saška
Kraljevina Saška, vladavina Wettincev v obdobju 1806-1918, naslednica volilne kneževine Saške po razpadu Svetega rimskega cesarstva.
Francoski cesar Napoleon I. je volilno kneževino, vojvodino Saško, potem ko se je leta 1806 pridružila njegovi Renski zvezi, povzdignil v kraljevino. Kot članica poražene strani je morala z dunajskim mirovnim kongresom prepustiti Prusiji več kot polovico svojega ozemlja. Vključila se je v Nemško zvezo, kasneje (1866) v Severnonemško zvezo in končno (1870/71) kot zvezna enota (dežela) v Nemško cesarstvo. S koncem prve svetovne je kot kraljevina nehala obstajati in postala del Weimarske republike.

## Saška postane kraljevina
Saška je z razpadom Svetega rimskega cesarstva izgubila privilegiran položaj volilne kneževine. Do leta 1806 se je bojevala na strani Prusije proti Francozom. V decembru 1806 je volilni knez Friderik Avgust III. sklenil z Napoleonom mir v Posnu in vključil vojvodino Saško v Napoleonovo Rensko zvezo. V zameno za ozemlja na levem bregu Rena je dobil na novo ustanovljeno vojvodino Varšavo (Napoleon jo je sestavil iz ozemelj, ki sta si jih pri drugi in tretji delitvi Poljske prisvojili Prusija in Avstrija) in kraljevi naslov, postal je saški kralj Friderik Avgust I. (1806-27).

## Sodelovanje z Napoleonom I. in izguba velikega dela ozemlja
Saška se je borila na Napoleonovi strani do bitke narodov pri Leipzigu (16.-19. oktober 1813), v kateri je bila Francija poražena in je Friderik Avgust postal ujetnik protifrancoskih zaveznikov (Rusija, Prusija, Avstrija, Velika Britanija, Švedska). Saška je prišla pod upravo ruskega in potem pruskega guvernerja.
Sodelovanje na napačni strani je Saško drago stalo. Z določili dunajskega mirovnega kongresa je leta 1815 ves njen severni del (okrog 20.000 km2 z 864.000 prebivalci) pripadel Prusiji. Preostalo ozemlje (okrog 15.000 km2 z 1.183.000 prebivalci) je ostalo kraljevini Saški, kateri so še naprej vladali Wettinci; kot samostojna politična enota se je vključila v Nemško zvezo.

## V Nemški zvezi
Po julijski revoluciji v Franciji leta 1830 so tudi na Saškem v oktobru izbruhnili revolucionarni nemiri, predvsem v Leipzigu in Dresdnu. Na položaj prvega ministra je prišel August Lindenaus, ki je vpeljal številne liberalne reforme: v mestih je vpeljal samoupravo, osvobodil je kmete fevdalnih bremen in na novo postavil upravo podeželja, organiziral je osnovno šolstvo (splošna šolska obveznost je bila vpeljana že leta 1805), reorganiziral deželno upravo in sodstvo.
Dežela se je hitro industrializirala. Le redki predeli so ohranili kmečko strukturo. Prevladovala so manjša in srednja podjetja, ki so rasla tudi na podeželju. Promet se je prilagajal razvoju industrije (prva nemška železnica na večjo razdaljo, Leipzig-Dresden, je začela voziti leta 1839, parniki po Labi leta 1837). Industrija je privabljala v deželo nove delavce, prebivalstvo je hitro naraščalo in z njim revščina industrijskega proletariata. Gospodarski in socialni položaj delavstva je bil posebno slab v tekstilni industriji, v kateri je leta 1832 delala tretjina zaposlenih. Saška je tako postala domovina organiziranega nemškega delavskega gibanja.
Do ponovnih delavskih nemirov je prišlo v letu revolucij, letu 1848, ko je na Saškem začel delovati centralni komite nemških delavcev. Razpust parlamenta 1. maja je sprožil majsko vstajo v Dresdnu. Vlada je demokratičnim in delno socialističnim zahtevam najprej popustila, potem pa vstajo s pomočjo pruskih čet krvavo zadušila, dvakrat razpustila deželni zbor (Landtag) in se vrnila k stari ustavi. Nastopilo je obdobja reakcije, zaznamovano s politiko ministrskega predsednika in zunanjega ministra Friedricha Ferdinanda von Beusta, ki je poskušal srednje velike nemške države povezati v tretjo politično silo med Prusijo in Avstrijo, s čimer pa ni uspel. Vse bolj protipruska naravnanost je pripeljala Saško v avstrijski tabor. Po porazu Avstrijcev v mesec in pol trajajoči nemški vojni (junij in julij 1866) je Saška leta 1866 ozemeljsko neokrnjena vstopila v Severnonemško zvezo, ki jo je vodila Pusija, s čimer je izgubila del svoje suverenosti

## V združeni Nemčiji
Potem ko se je leta 1870 Severnonemška zveza z vključitvijo južnih nemških dežel razširila v nemško državo in se je še pred dokončno zmago v francosko-pruski vojni (1870-71) pruski kralj Viljem I. (1871-88) v Versaillesu (18. januarja 1871) okronal za nemškega cesarja, je tudi Saška postala del cesarstva. Ustava cesarstva, ki je bila enaka ustavi Severnonemške zveze iz leta 1867, je dajala Prusiji vodilno vlogo, vendar je tudi zveznim deželam omogočala določeno samostojnost. Splošni vzpon nemškega gospodarstva, ki je sledil Bismarckovi organizaciji države, je Saška dobro izkoristila, saj je med vsemi nemškimi zveznimi deželami dosegla največjo industrijsko gostoto in največji nacionalni dohodek na prebivalca. Upravljanje je bilo močno modernizirano, medtem ko je politični sistem ostal nazadnjaški.
K gospodarski rasti so prispevala tudi velika vlaganja v šolstvo: poleg univerze v Leipzigu, rudarske akademije v Freibergu in gozdne akademije v Tharandtu je bila leta 1890 ustanovljena tehnična visoka šola v Dresdnu in leta 1898 obrtna visoka šola v Leipzigu. Napredovala je tudi kultura: leipziška Tomaževa cerkev in orkester Gewandhaus sta bila središči glasbenega razvoja, razcvetela se je dresdenska opera; združenje mladih umetnikov Die Brücke (slovensko Most) je omogočilo prodor ekspresionizma; iz Nemških delavnic v Hellerauu na obrobju Dresdna so prihajale nove vzpodbude za umetno obrt in stavbarstvo.
Politična zaostalost je po drugi strani netila nemir v delavskih vrstah. Volilni sistem je zagotavljal moč majhnemu vladajočemu sloju. V zadnji tretjini stoletja je tako Saška postala center nemškega delavskega gibanja pod vodstvom Augusta Bebla in Wilhelma Liebknechta: leta 1863 je bil v Leipzigu splošen shod nemških delavcev; leta 1867 je bil Bebel izvojen v na novo ustanovljeni severnonemški reichstag; leta 1869 je bila v Eisenachu ustanovljena socialdemokratska delavska stranka, kasnejša socialdemokratska stranka Nemčije (SPD); leta 1871 je izšel prvi socialdemokratski dnevnik v mestu Crimmitschau, leta 1876 je bil v Leipzigu ustanovljen tednik Vorwärts (Naprej), ki je postal centralno glasilo stranke SPD. Socialdemokratsko gibanje se je hitro širilo in SPD je postala najmočnejša stranka (od 1903 je na volitvah v reichstag dosegala 60 odstotkov glasov, dežela pa je dobila naziv "rdeča Saška").
V prvi svetovni vojni je Saška sodelovala s svojo vojsko, vendar se je kralj Friderik Avgust III. (1904-18) odrekel njenemu poveljevanju.
Med novembrsko revolucijo leta 1918 so delavci in vojaki v Leipzigu, Dresdnu, in Chemnitzu ustanovili svete, ki so prevzeli vladanje. Po vzoru zvezne weimarske ustave je bila sprejeta deželna ustava. Potem ko je bila 10. novembra razglašena republika, se je kralj Friderik August III. odpovedal prestolu. Vladanje so prevzeli pooblaščenci ljudstva.

## Čas po letu 1918 (po ukinitvi kraljevine)
Socialistična večina, ki je prevladovala ob vpeljavi demokracije leta 1918, je zaradi sporov med socialisti hitro plahnela na račun meščanskih strank, zlasti demokratov. Vedno znova je prihajalo do nemirov in stavk. Poslabšanje gospodarskega položaja, inflacija in brezposelnost so krepili desno opozicijo. Deželna vlada socialdemokratov in komunistov Ericha Zeignerja (marec-oktober 1923) je v strahu pred napadi z desne še bolj krenila v levo in z novimi zakoni prišla v nasprotje z zvezno vlado. Ko je jeseni 1923 državna vojska na Saškem prevzela oblast, so nudili komunisti, organizirani v proletarske stotnije, srdit odpor, ki ga je bilo le s težavo mogoče streti.
Po letu 1924 so socialistični vladi sledile koalicijske vlade socialdemokratov in meščanskih strank v spreminjajočih se sestavih, dokler ni v letih 1930-33 prišlo do nadstrankarske vlade Waltherja Schiecka, ki pa se ji ni posrečilo premostiti političnih nasprotij. V vseh povojnih letih je, tako kot po drugih deželah cesarstva, vse bolj naraščal vpliv zveze. Lastna državnost je vidno izgubljala na svoji vsebini. Po odstopu Schieckove vlade 10. marca 1933 in imenovanju nacionalsocialističnega državnega namestnika za Saško (M. Mutschmann) je ugasnilo lastno politično življenje v deželi. 
Ob koncu druge svetovne vojne sta Saško zasedli ameriška in ruska vojska, z zahoda in vzhoda do reke Mulde. Z delitvijo Nemčije v cone (1. julij 1945) je prišla celotna Saška pod sovjetsko zasedbeno cono; priključen ji je bil še del pruske province Spodnja Šlezija (ozemlje zahodno od črte Odra-Lužiška Nisa). V oktobru 1946 je Saška dobila deželni zbor in februarja 1947 ustavo, ki pa je bila po upravni reformi Nemške demokratične republike julija 1952 ukinjena. Dežela Saška je (do združitve Nemčij) prenehala obstajati.